# گلاستر (کارولینای شمالی)

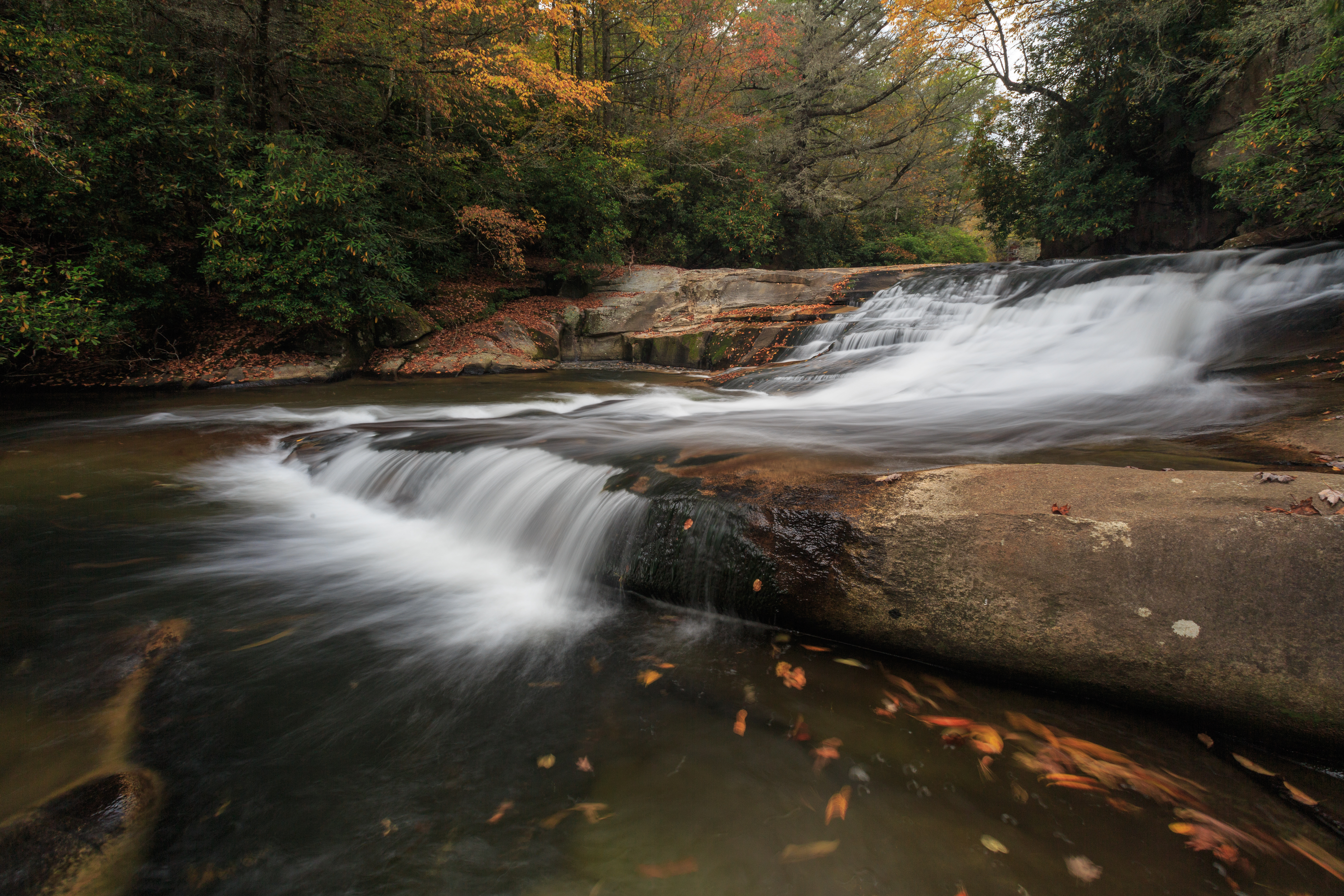
نمایی از یک آبشار در شهر گلاستر، ایالت کارولینای شمالی - ۲۰۱۳

گلاستر (به انگلیسی: Gloucester) شهری در ایالت کارولینای شمالی کشور ایالات متحده آمریکا است که جمعیت آن در سرشماری سال ۲۰۱۰ میلادی، ۵۳۷ نفر بوده‌است.